# Estação Sarrià

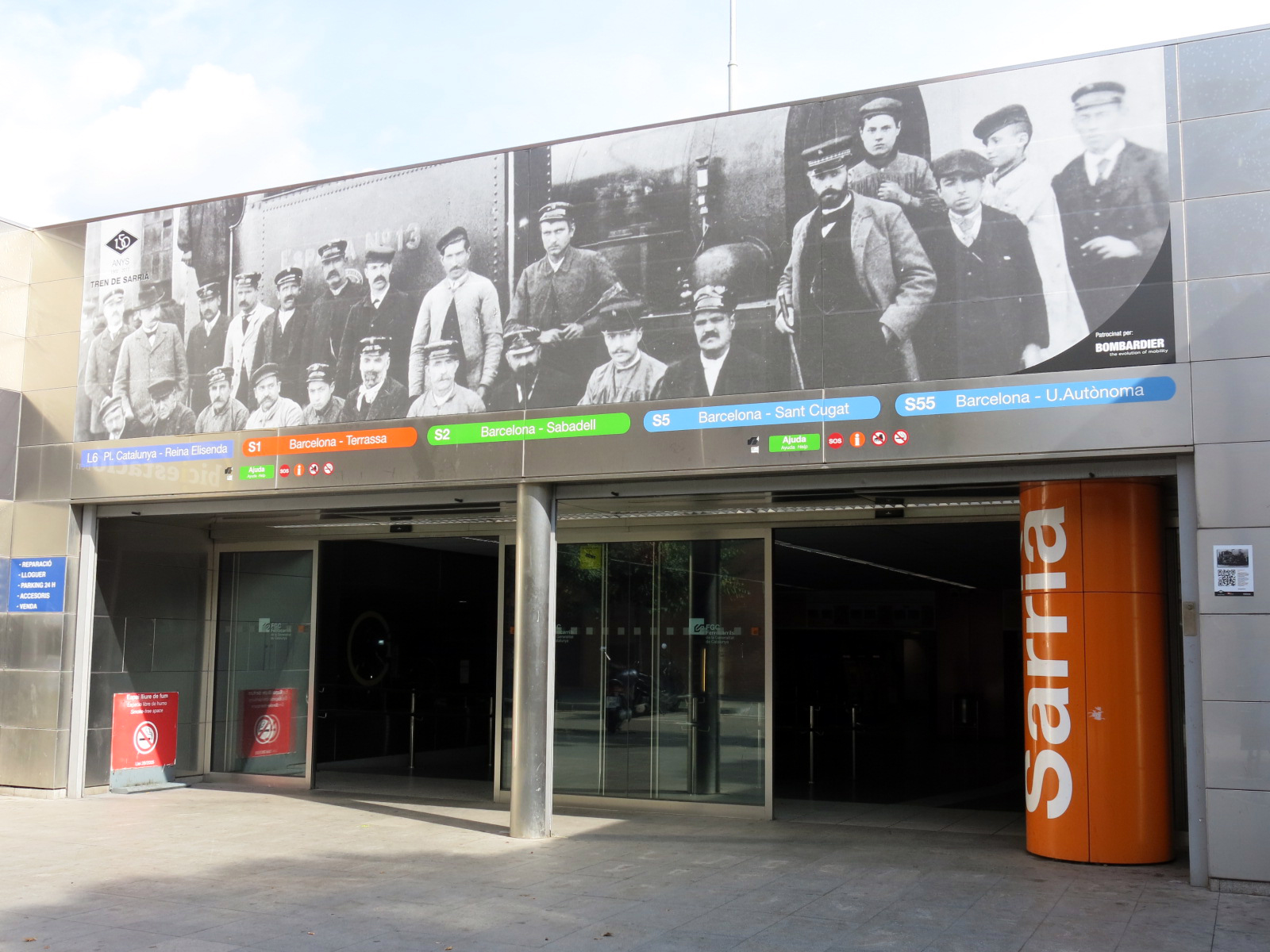
Acesso a estaçãp.

Sarrià (em catalão:  Estació de Sarrià - em castelhano:  Estación de Sarriá) é uma estação que atende a  Linha 6 e Linha 12 do Metro de Barcelona. A estação está localizada no bairro Sarrià - Sant Gervasi de Barcelona.

## História
A primeira estação Sarrià foi inaugurada em 1863 e estava situada ao nível do solo, sendo o ponto final da linha que atendia a linha ferroviária Barcelona - Vallés.A estação atual foi inaugurada em 1974. Prevê-se que faça parte do trecho central da linha dupla TMB L9 e L10.

## Características
A estação Sarrià é o ponto de junção entre a linha L6 do metrô de Barcelona para Reina Elisenda e as linhas do metrô del Vallès para Sant Cugat, Terrassa e Sabadell. Fora dos horários de pico, é servido pelas linhas L6, S1 e S2, todas que vão até a estação Plaça de Catalunya. Em períodos de pico, o serviço adicional é fornecido pelas linhas S5 e S55, mas para fornecer capacidade adicional no túnel para a Plaça de Catalunya, muitos serviços da L6 simplesmente passam a fazer traslado entre Reina Elisenda e Sarrià.
A estação possui quatro vias, com três plataformas insulares entre elas, e três acessos. O par de trilhos oeste é usado por trens L6 de e para Reina Elisenda, enquanto o par leste é usado por trens nas linhas S1, S2, S5 e S55. Os dois pares de trilhos se unem em uma junção plana logo ao sul da estação.

## Acessos
- Via Augusta - carrer Hort de la Vila
- Via Augusta - carrer de Pau Alcover
- Carrer del Cardenal Sentmenat (accés adaptat a PMR)

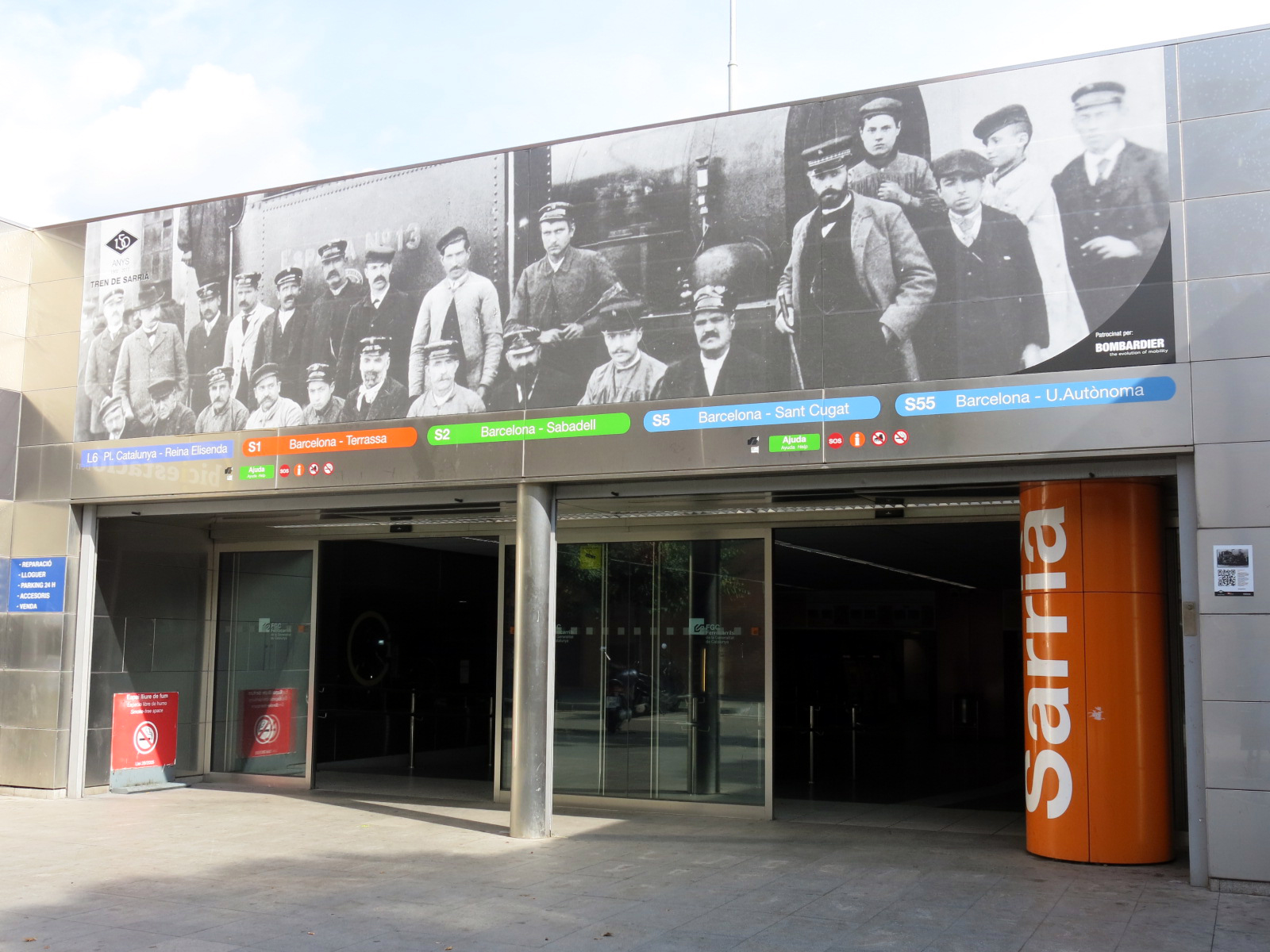
Entrada da estação pelo carrer del Cardenal Sentmenat
Interior da estção
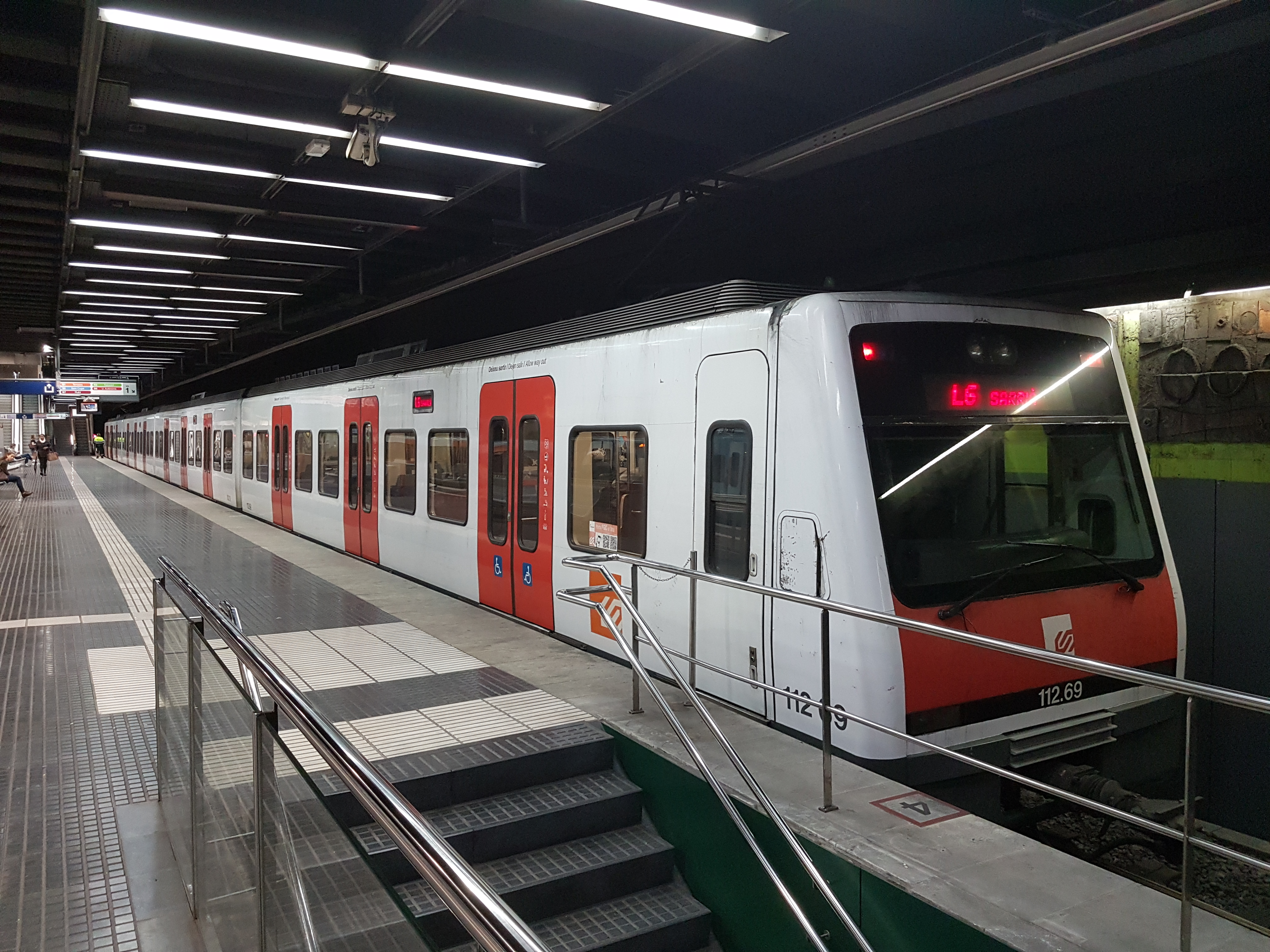
Unitat 112.69 na L6 direção Sarrià a via 1
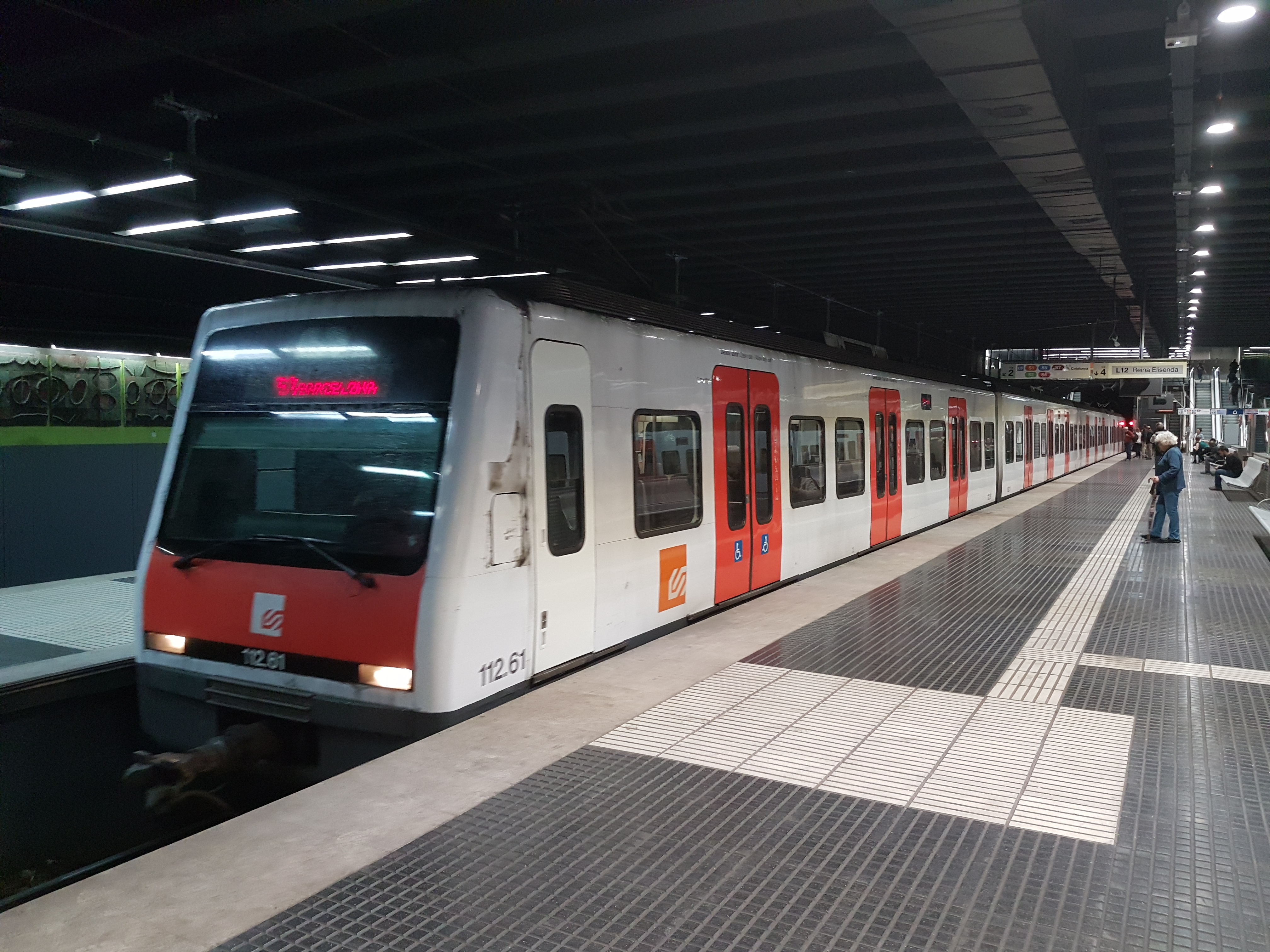
Unitat 112.61 na S1 direção plaça Catalunya a via 2
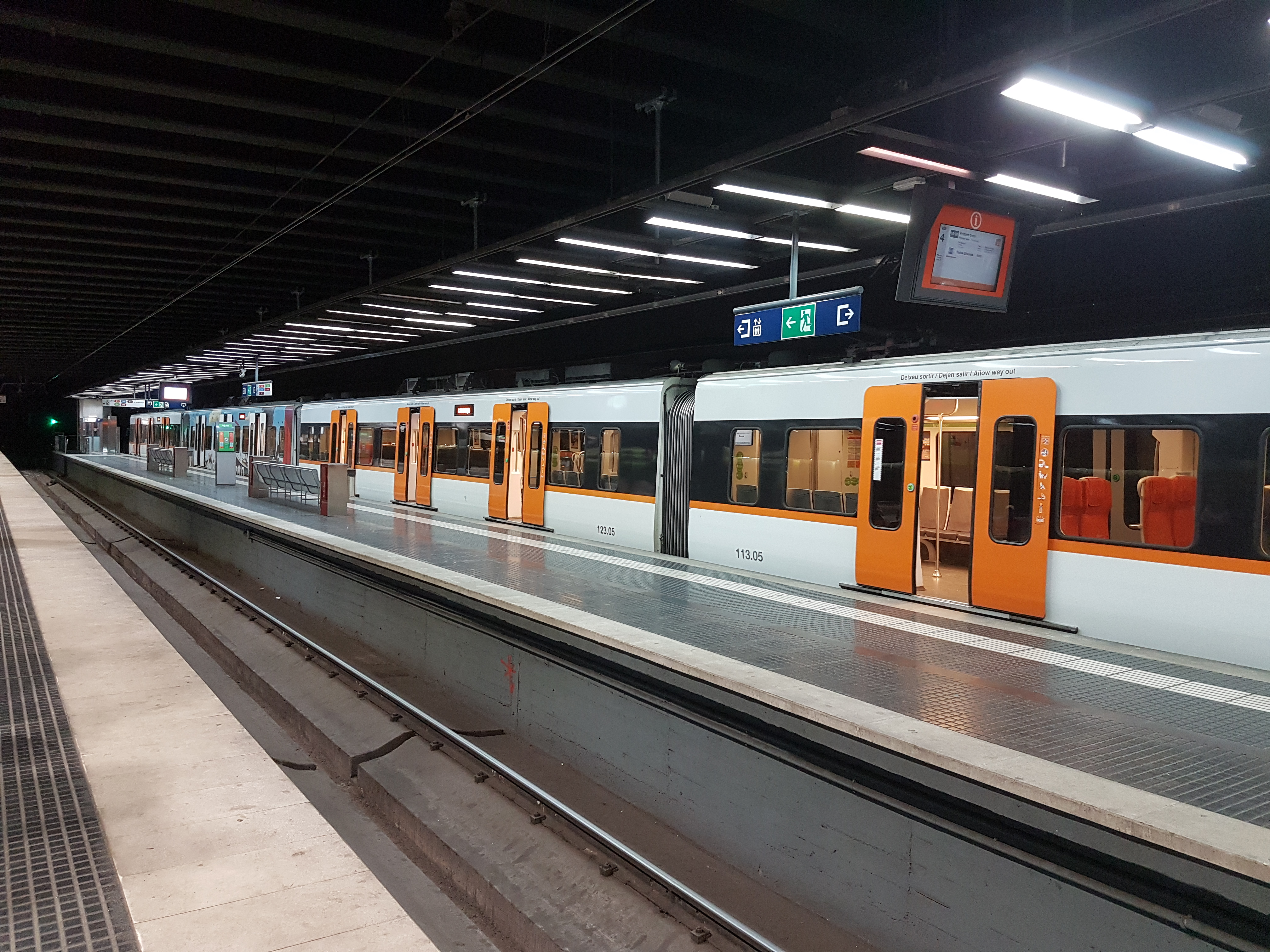
Unitat 113.05 na L12 direção Reina Elisenda a  via 4